# The Really Loud House
The Really Loud House (The Loud House: una verdadera familia ruidosa en Hispanoamérica y Una verdadera casa de locos en España) es una serie de televisión de comedia juvenil estadounidense desarrollada por Tim Hobert, que se estrenó en Nickelodeon el 3 de noviembre de 2022. Es un spin-off de imagen real de la serie animada The Loud House, que utiliza algunos de los actores que aparecieron previamente en la película de televisión de 2021, A Loud House Christmas.
En abril de 2023, la serie fue renovada para una segunda temporada y recibió luz verde para una película de televisión de Halloween titulada A Really Haunted Loud House. La película se estrenó el 28 de septiembre de 2023.
Durante la transmisión alternativa del Super Bowl LVIII en Nickelodeon, durante el segundo cuarto del Kansas City Chiefs VS San Francisco 49ers, algunos de los actores del elenco de esta serie aparecieron durante unos 8 segundos.

## Premisa
Al igual que la serie de dibujos animados, esta adaptación de acción real retrata a Lincoln Loud, un niño de 12 años que sobrevive en una casa de diez hermanas en la que normalmente reina el caos. Lincoln también vive aventuras con su mejor amigo Clyde McBride por todo el pueblo de Royal Woods, Míchigan.

## Reparto

### Principal
- Wolfgang Schaeffer como Lincoln Loud, el hijo mediano de la familia Loud y el único varón.
- Jahzir Bruno como Clyde McBride, el mejor amigo de Lincoln.
- Eva Carlton como Leni Loud, la cabeza hueca pero estilosa hermana mayor de Lincoln.
- Sophia Woodward como Luna Loud, la hermana mayor de Lincoln, que es músico.
- Catherine Bradley como Luan Loud, la cómica hermana mayor de Lincoln, que a menudo va acompañada de su muñeco de ventrilocuo llamado Mr. Coconuts (Señor Cocos en Hispanoamérica/Don Coquito en España).
- Annaka Fourneret como Lynn Loud Jr, la atlética hermana mayor de Lincoln.
- Aubin Bradley como Lucy Loud, la gótica hermana menor de Lincoln.
- Lexi Janicek como Lisa Loud, la superdotada hermana pequeña de Lincoln.
- Ella Allan como Lola Loud, la glamurosa hermana pequeña de Lincoln y gemela de Lana.
- Mia Allan como Lana Loud, la ingeniera hermana pequeña de Lincoln y gemela de Lola.
- Jolie Jenkins como Rita Loud, la matriarca de la familia Loud.
- Brian Stepanek como Lynn Loud Padre, el patriarca de la familia Loud y propietario de Lynn's Table.
  - Brian Stepanek también da voz al Robot Todd, el robot ayudante de Lisa.

### Recurrentes
- Lexi DiBenedetto como Lori Loud, la hija mayor de la familia Loud que asiste a la Universidad de Fairway.
- August Michael Peterson como Lily Loud, el miembro más joven de la familia Loud.
- Stephen Guarino como Howard McBride, uno de los padres de Clyde.
- Ray Ford como Harold McBride, uno de los padres de Clyde.
- Gavin Maddox Bergman como Liam Hunnicutt, un amigo de Lincoln que vive en una granja.
- Nolan Maddox como Rusty Spokes, un amigo de Lincoln.
- Mateo Castel como Zach Gurdle, un amigo de Lincoln al que le entusiasman las teorías conspiratorias.
- Bella Blanding como Charlie Uggo, una chica nueva que vino de Tennessee, convirtiéndose en la novia de Lincoln en "The Blemish Dilemish" hasta que rompen en "The Tennessee Surprise: Love Is in the Air".
- Damian Alonso como Bobby Santiago, el novio de Lori.
- Sanjana Rajagopalan como Zia, una chica atlética, amiga de Lynn, quien se convierte en la novia de Lincoln durante la segunda temporada

## Producción
El 24 de marzo de 2022 se anunció originalmente una serie de acción real de The Loud House para Paramount+. La mayoría de los miembros del reparto principal de A Loud House Christmas iban a repetir sus papeles en la serie, incluidos Wolfgang Schaeffer como Lincoln y Jahzir Bruno como Clyde. El 26 de mayo de 2022, se anunció que Leni, Lynn y Rita habían sido renovadas para la serie (aunque la anterior actriz de Rita, Muretta Moss, iba a repetir su papel) y que Eva Carlton, Annaka Fourneret y Jolie Jenkins sustituirían a Dora Dolphin, Morgan McGill y Moss en sus respectivos papeles, junto con otro anuncio de que Lexi DiBenedetto retomaría su papel de Lori. El rodaje de la serie comenzó en Albuquerque, Nuevo México en junio de 2022. El 4 de septiembre de 2022 se anunció que la serie, titulada The Really Loud House, se estrenaría en Nickelodeon en noviembre de 2022. El 5 de octubre de 2022 se anunció que la serie se estrenaría el 3 de noviembre de 2022.
El 4 de abril de 2023, la serie fue renovada por una segunda temporada de 20 episodios, junto con una película para televisión de Halloween titulada A Really Haunted Loud House. El rodaje de la segunda temporada estaba previsto que comenzara el 5 de junio de 2023, pero el 24 de mayo de 2023 se detuvo la producción de la segunda temporada debido a los piquetes por la huelga de guionistas de 2023.
Tras la conclusión de las huelga, el rodaje de la segunda temporada comenzó en Albuquerque en diciembre de 2023. El 16 de enero de 2024 se anunció que la segunda temporada se estrenaría el 19 de febrero de 2024.

## Temporadas
| Temporada | Temporada | Episodios | Episodios | Emisión original       | Emisión original        |
| Temporada | Temporada | Episodios | Episodios | Primera emisión        | Última emisión          |
| --------- | --------- | --------- | --------- | ---------------------- | ----------------------- |
|           | 1         | 20        | 20        | 3 de noviembre de 2022 | 29 de junio de 2023     |
|           | 2         | 19        | 19        | 19 de febrero de 2024  | 26 de noviembre de 2024 |

## Episodios

### Temporada 1 (2022-2023)
| N.º en serie | N.º en temp. | Título | Estreno original        | Estreno en México Estreno en Latinoamérica                                      | Estreno en España      | Cód. de Prod. | Audiencia (millones) |
| --- | ------------ | --- | ----------------------- | ------------------------------------------------------------------------------- | ---------------------- | ------------- | -------------------- |
| 1 | 1            | «El Machoman con el Plan» «The Macho Man With the Plan»                                                                   | 3 de noviembre de 2022  | 6 de mayo de 2023                                                               | 22 de mayo de 2023     | 101           | 0.22                 |
| Se acerca el medio cumpleaños de Lynn Loud Padre. Debido al hecho de que Lucy ha estado despierta durante 52 horas viendo una película de miedo para su reunión del Club de los Fúnebres, Lynn Padre y Rita instauran una nueva regla en la que todo el mundo tiene que estar en la cama a medianoche. Esto afecta a los planes de Lincoln de conseguir una Placa de Macho Man que se obtendrá durante un maratón de Rip Hardcore en el que hay que introducir un código especial a esa hora. Para conseguirlo, Lincoln y Clyde ayudan a las hermanas de Lincoln a superar sus diferentes problemas, lo cual sale bien. Cuando se trata de llevar a Lynn Padre a Jean Juan's French-Mex para su cena de medio cumpleaños, Lincoln convence a Lisa para que su robot Todd se haga pasar por él. Estrellas invitadas: Lexi DiBenedetto como Lori, August Michael Peterson como Lily, Miles Burris como Rip Hardcore |              | |                         |                                                                                 |                        |               |                      |
| 2 | 2            | «La Cosa Con los Quehaceres» «The Chore Thing»                                                                            | 10 de noviembre de 2022 | 13 de mayo de 2023                                                              | 23 de mayo de 2023     | 102           | 0.21                 |
| El sábado es el Día de las Tareas en la Casa Loud y Lynn Padre trabaja para asegurarse de que sus hijos hacen sus tareas mientras Rita cubre la historia del bibliotecario del pueblo que se afeita el bigote. Lynn Padre hace que Lincoln se encargue de las tareas del jardín después de que Clyde, sin saberlo, menciona cómo Lincoln se libra de ellas. Lincoln le pide a Lana que acelere el motor del cortacésped que va demasiado rápido. Los dos acaban en problemas con el jefe de policía Wellington, que acaba arrastrándolos a un paseo que implica ir tras el capo lácteo Marty Malteada y su Pandilla Natilla cuando secuestran el camión de helados de la tía Pam. Mientras tanto, Lisa limpia el retrete con su Zapmaster 3000. Lola y Lucy se quedan atrapadas en el sótano con un supuesto monstruo mesopotámico mitad cabra mitad serpiente de una de las películas de terror que estaban viendo allí mientras todos los demás empiezan a quedarse encerrados en el sótano con ellas uno a uno. Lily desaparece de la supervisión de Lynn Padre mientras éste lucha por encontrarla. Estrellas invitadas: August Michael Peterson como Lily, Ray Ford como Harold McBride, Stephen Guarino como Howard McBride, Keeshan Giles como el jefe Wellington, Stephen Kramer Glickman como Marty Malteada |              | |                         |                                                                                 |                        |               |                      |
| 3 | 3            | «La Incómoda Incomodidad» «The Blemish Dilemish»                                                                          | 17 de noviembre de 2022 | 27 de mayo de 2023                                                              | 25 de mayo de 2023     | 104           | 0.19                 |
| El equipo de Noticias en Acción trabaja para encontrar una historia en la que son instruidos por la Sra. Tyte para dar una entrevista a Charlie Uggo que resulta ser una chica que acaba de mudarse de Tennessee mientras Lincoln queda enamorado de ella a su vez que sufre de un grano en el culo al mismo tiempo. Descubre que Charlie tiene las mismas aficiones y se esfuerza por impresionarla con la ayuda de Leni, Luna y Luan. Mientras tanto, Lynn Padre trabaja para tratar las dolencias de todos, ya que Rita afirma que necesitan encontrar un médico que pueda ayudarles 24 horas al día, 7 días a la semana. Conocen a un doctor llamado Dr. Simmons que se ha mudado al vecindario mientras trabajan para hacerse amigos de él y así evitar los astronómicos gastos médicos que conllevan sus hijos. Estrellas invitadas: Brian George como el Dr. Simmons, Gavin Maddox Bergman como Liam Hunnicutt, Nolan Maddox como Rusty Spokes, Mateo Castel como Zach Gurdle, Trinity Jo-Li Bliss como Stella Zhau, Bella Blanding como Charlie Uggo |              | |                         |                                                                                 |                        |               |                      |
| 4 | 4            | «El Veredicto del Banana Split» «The Banana Split Decision»                                                               | 24 de noviembre de 2022 | 10 de junio de 2023                                                             | 29 de mayo de 2023     | 106           | 0.22                 |
| Lynn Loud Padre y Rita Loud van a las reuniones de padres y profesores donde prometen pedirles un helado especial llamado Banana Split de la Tía Pam en una Canoa si hay más evaluaciones buenas que malas. Van y vienen entre los colegios para escuchar las críticas de cada uno de los profesores. Cuando cada una de las hermanas se divide entre críticas positivas y críticas negativas, Lincoln se esfuerza por hacer llegar su ensayo al Sr. Bolhofner para que su decisión sea el voto decisivo. Estrellas invitadas: Clyde Kusatsu como el Sr. Yanaga, Brian Thomas Smith como el Sr. Bolhofner |              | |                         |                                                                                 |                        |               |                      |
| 5 | 5            | «Ro-Bro» «Ro-Bro» | 1 de diciembre de 2022  | 20 de mayo de 2023                                                              | 24 de mayo de 2023     | 103           | 0.12                 |
| Lincoln comenta con Clyde cómo los jóvenes de 18 años se quedan con los videojuegos más antiguos, como "Blood, Bath and Beyond: Deathfest 7". Inspirado por el genial hermano mayor de un compañero, Lincoln le da a Lisa la idea de ayudarle. Esto lleva a Lisa y Todd a construir un robot para él llamado Ro-Bro 5000. Hace cosas con Lincoln como llevarlo de viaje a sitios en 19 minutos, ayudarle con los deberes, recuperar un disco del patio del Sr. Quejón y conseguir "Blood, Bath and Beyond: Deathfest 7". Ro-Bro 5000 considera a Clyde un nerd y empieza a causarle problemas. Mientras tanto, Lynn Padre se tira de los pelos e intenta hacer un método de relajación en el baño, donde sus intentos de relajarse se ven frustrados por las diferentes actividades de sus hijas. Estrella invitada: Jack Griffo como Ro-Bro |              | |                         |                                                                                 |                        |               |                      |
| 6 | 6            | «Quiero Tomar Tu Mano» «I Wanna Hold Your Hand»                                                                           | 8 de diciembre de 2022  | 24 de junio de 2023                                                             | 31 de mayo de 2023     | 108           | 0.19                 |
| La Escuela Primaria Royal Woods celebra un baile escolar llamado Salto de Canguro mientras Liam trabaja en su primer documental del mismo para el equipo de Noticias en Acción donde Lori había conseguido la corona mientras que Rita sólo obtuvo el segundo puesto por detrás de Brenda Wilkinson. Con Rusty todavía saliendo con Charlie, Lincoln consigue pasar tiempo con ella mientras Lori le dice que lo está haciendo bastante bien, lo que lleva a Lynn a decir que Lori lo ha arruinado ya que debido a lo que Lori le dijo, Lincoln empieza a hacer tonterías para consternación de Lori. Howard y Harold emparejan a Clyde con la hija de su quiropráctico, Marnie Steppenberg. Lynn Padre trabaja en los platillos para la fiesta previa al Salto de Canguro y se esfuerza por conseguir opiniones de los asistentes. Estrellas invitadas: Lexi DiBenedetto como Lori, Ray Ford como Harold McBride, Stephen Guarino como Howard McBride, Gavin Maddox Bergman como Liam Hunnicutt, Nolan Maddox como Rusty Spokes, Mateo Castel como Zach Gurdle, Bella Blanding como Charlie Uggo, Brian Anderson como AJ Squaredaway |              | |                         |                                                                                 |                        |               |                      |
| 7 | 7            | «Aquel Que Te Hace Volar» «The Guy Who Makes You Fly»                                                                     | 5 de enero de 2023      | 17 de junio de 2023                                                             | 30 de mayo de 2023     | 107           | 0.20                 |
| Lincoln le dice a Clyde que pasará las vacaciones lejos de su familia en la cabaña de la tía Ruth, lo que significa que no podrá asistir a su fiesta de pijamas. Clyde se ofrece a sustituir a Lincoln durante su ausencia y Lincoln participará en otra fiesta de pijamas si Clyde tiene éxito. Clyde hace cosas como ayudar a Lynn a dejar de ser grosera, ayudar a Luna a escribir una melodía para Sound Cloud cuando está bloqueada, informar a Rita de que Luna no limpia su parte de la habitación y ayudar a Leni con su novio Chase, a quien le gustan las cosas que hace Lynn Padre en lugar de hacer los deberes con ella. Cuando todo sale mal, Clyde tiene que recurrir a Lincoln para que todo vuelva a la normalidad. Estrellas invitadas: Ricardo Hurtado como Chase, Joe Nieves como Chase Sr. |              | |                         |                                                                                 |                        |               |                      |
| 8 | 8            | «El Representante con un Plan» «The Manager With the Planager»                                                            | 12 de enero de 2023     | 3 de junio de 2023                                                              | 26 de mayo de 2023     | 105           | 0.17                 |
| En el Pabellón de Royal Woods, Clyde observa a un grupo de percusión llamado los Cuboteristas mientras Lincoln conoce el secreto de Clyde para tocar la batería y planea darle el empujón para que se les una, convirtiéndose en el mánager de Clyde. Clyde afirma que nunca ha tocado la batería delante de la gente mientras Lincoln trabaja para ayudarle a superarlo de cualquier manera posible a través de diferentes actuaciones de práctica. Mientras tanto, Luan informa a Lynn Padre de que la legendaria comediante Joan Shivers va a realizar su espectáculo de jubilación en el hogar de retiro Sunset Canyon, donde se ha convertido en la telonera, y Joan le hace algunas críticas constructivas que hacen que se plantee dejar la comedia. Después de obtener crédito extra del Sr. Rickshaw, Leni planea obtener una A en su próximo informe oral de historia sobre Calvin Coolidge para el Sr. Rickshaw mientras Luna la ayuda a estudiar. Estrellas invitadas: Vicki Lawrence como Joan Shivers, Phill Lewis como el Sr. Rickshaw |              | |                         |                                                                                 |                        |               |                      |
| 9 | 9            | «Corazón y Alma» «Heart and Soul»                                                                                         | 19 de enero de 2023     | 7 de octubre de 2023 (México) 30 de octubre de 2023 (Resto de Latinoamérica)    | 30 de octubre de 2023  | 111           | 0.20                 |
| Lincoln y Clyde planean un sistema de catapulta para que Lincoln participe y así puedan batir el récord de Liam. Mientras tanto, Rita descubre que Lynn Padre dejó que Lucy, Lana, Lola, Lisa y Lily se quedaran despiertas toda la noche para ver Vampiros de Melancolía. Después de escuchar las respetuosas discusiones, Lucy, Lola, Lisa y Lana siguen las etapas que siguen, que no salen según sus planes. Al mismo tiempo, Luna se ve superada en el Burnt Bean por la visita de la estrella del pop Kiki Carlyle y trabaja en la realización de un vídeo ClikClok con la ayuda de Lily y Todd. Estrellas invitadas: August Michael Peterson como Lily, Jayden Bartels como Kiki Carlyle, Justin Allan como el Joven Lincoln, Ava Torres como la Joven Luna, Anthony LeBlanc como el Barista/MC |              | |                         |                                                                                 |                        |               |                      |
| 10 | 10           | «No Se Permiten Louds» «No Louds Allowed»                                                                                 | 26 de enero de 2023     | 14 de octubre de 2023 (México)31 de octubre de 2023 (Resto de Latinoamérica)    | 31 de octubre de 2023  | 112           | 0.27                 |
| Lincoln encuentra su habitación constantemente invadida por sus hermanas. Al estar disgustado por la infracción de que entraron a su habitación, ya que él es el único que no tiene un compañero de cuarto, Lincoln trabaja para hacer del ático un nuevo lugar de reunión para él y Clyde. Comienzan el exclusivo Rad Retro Room donde sus hermanas no están en la lista. Esto hace que las hermanas de Lincoln tomen represalias iniciando sus propios clubes exclusivos donde Leni y Luna inician el L2 Lounge en su patio trasero, Lucy y Lisa inician un club de otra dimensión en el sótano, y Lynn y Lana inician un club deportivo donde obtienen ayuda en ejecutando la energía allí desde Tony Hawk luego de un apagón. Mientras tanto, Lynn Padre y Rita trabajan para que Lily se duerma cuando termina con una huelga de sueño. Estrellas invitadas: August Michael Peterson como Lily, Tony Hawk como él mismo |              | |                         |                                                                                 |                        |               |                      |
| 11 | 11           | «La Princesa y la Esmeralda Eterna, Parte 1» «The Princess and the Everlasting Emerald: A Royal Woods Fairytale - Part 1» | 2 de febrero de 2023    | 1 de julio de 2023                                                              | 1 de junio de 2023     | 109           | —                    |
| Lincoln le cuenta a Lily un cuento antes de dormir. En este cuento, Lincoln se entera por Charlie de que su familia está a punto de volver a Tennessee, así que decide regalarle la Esmeralda Eterna para que le recuerde. Por desgracia, cuesta 57,000 dólares en la Tienda y Gasolinería de Flip. Al mismo tiempo, Lynn Padre no puede encontrar a nadie que le acompañe en la Semana de la Caridad, ya que Luna tiene una actuación en El Grano Tostado, Luan tiene una noche de micrófono abierto en la Casa de los Micros de Mike, Lynn participa en un torneo de fútbol, Lola tiene un concurso y Lily pasará el fin de semana con el abuelo. Para conseguir el dinero que necesita para obtener la esmeralda, Lincoln debe formar equipo con su familia y Flip para reunir el dinero suficiente para salvar la Tienda y Gasolinería de Flip cuando el exitoso hermano de Flip, Walter Philipini, llega a la ciudad, ya que Flip le había mentido sobre la razón para pedirle dinero prestado. Para conseguirlo, Flip hace que Rita se haga pasar por su esposa, Lucy por Luan, Lana por Lola, y Lisa y Leni por Lisa, ya que no puede acertar con sus nombres. Además, Flip hace que Lynn Padre se encierre en el sótano durante la cena de la familia con Walter. Lo mismo les ocurre a Luna, Luan, Lynn y Lola cuando vuelven pronto de sus actividades. Estrellas invitadas: Stephen Tobolowsky como Walter Phillipini, Kevin Chamberlin como Flip Phillipini, August Michael Peterson como Lily Loud, Bella Blanding como Charlie Uggo |              | |                         |                                                                                 |                        |               |                      |
| 12 | 12           | «La Princesa y la Esmeralda Eterna, Parte 2» «The Princess and the Everlasting Emerald: A Royal Woods Fairytale - Part 2» | 9 de febrero de 2023    | 8 de julio de 2023                                                              | 2 de junio de 2023     | 110           | 0.16                 |
| Continuando su cuento de hadas a Lily, Lincoln menciona sobre Walter quedándose un día más y las cosas empeorando en el sótano. Debido a que Charlie se marcha antes, Lincoln envía a Clyde a hacer todo lo posible para retrasar la partida. El acto de Flip es delatado cuando Lynn Padre se sincera sobre la verdad, provocando que Walter haga arrasar la Tienda y Gasolinería de Flip al anochecer si el dinero que le dio a Flip no es devuelto para entonces. Después de que Lincoln cuente a su familia que Charlie ha vuelto a Tennessee, la familia Loud organiza un evento benéfico llamado Loud-A-Palooza en el que Luna, Luan, Lynn y Lola escapan del sótano al enterarse, Lori llega de la Universidad de Fairway para ayudar y Liam se involucra ofreciendo a la gente paseos a caballo con su caballo Relámpago. La familia Loud debe recaudar suficiente dinero para salvar la Tienda y Gasolinería de Flip, permitir que Lincoln consiga la Esmeralda Eterna y dársela a Charlie antes de que la familia Uggo abandone Royal Woods. Estrellas invitadas: Lexi DiBenedetto como Lori Loud, August Michael Peterson como Lily Loud, Bella Blanding como Charlie Uggo, Gavin Maddox Bergman como Liam Hunnicutt, Kevin Chamberlin como Flip Fillipini, Stephen Tobolowsky como Walter Phillipini |              | |                         |                                                                                 |                        |               |                      |
| 13 | 13           | «Lo Que Hace Una Madre Recargada» «What's a Mother to Redo»                                                               | 1 de junio de 2023      | 21 de octubre de 2023 (México)1 de noviembre de 2023 (Resto de Latinoamérica)   | 1 de noviembre de 2023 | 119           | 0.13                 |
| En el Día de la Madre, los planes para celebrarlo con Rita no salen según lo planeado debido a que el jugo de lima hace que las fajitas calientes del desayuno se derramen sobre Rita. Ahora que las quemaduras de Rita se han curado, Lynn Padre lleva a sus hijos a tener una repetición del Día de la Madre a pesar de la objeción de Rita. Mientras Lincoln y Clyde documentan el evento, suceden cosas diferentes, como que Howard y Harold conectan a Lynn Sr. con su amiga Alizae para obtener un paquete de spa para el spa principal del que ella es propietaria, Lisa y Lily necesitan que Rita los lleve a la tienda de comestibles para conseguir los ingredientes para su pastel favorito ya que Lynn Padre no está, Lana está tratando de espantar la mosca que estaba molestando a Rita, Lori, Leni y Luna trabajan en un programa que detalla la vida de Rita donde compiten para ver quién interpretará Rita, Luan compitiendo con Lucy en un empate para ver quién hará un evento de claqué para Rita, Lola organizando el armario de Rita y Lynn poniendo a Rita en una carrera de obstáculos. Estrellas invitadas: Lexi DiBenedetto como Lori Loud, Ray Ford como Harold McBride, Stephen Guarino como Howard McBride, August Michael Peterson como Lily Loud, Georgina Elizabeth Okon como Alizae |              | |                         |                                                                                 |                        |               |                      |
| 14 | 14           | «Mejor Juntos» «Better Together»                                                                                          | 8 de junio de 2023      | 28 de octubre de 2023 (México)2 de noviembre de 2023 (Resto de Latinoamérica)   | 2 de noviembre de 2023 | 117           | 0.14                 |
| La aprobación de la prueba por parte de Clyde hace que la directora Ramírez lo transfiera al programa B.E.T.R. (abreviatura de Bright Exceptional Talented y Reparkable) dirigido por el Dr. Forest Harlow. Después de no poder ingresar al B.E.T.R. mismo programa, lo que provocó que lo retuvieran, Lincoln trabaja para encontrar una manera de sacar a Clyde del B.E.T.R. programa para que puedan vencer a Liam y Rusty en la guerra de escupitajos. Mientras tanto, Lynn Padre tiene la canción "Little Baby Bunny" de Johnny Rabbit atascada en su cabeza mientras atiende a una Lily enferma mientras trabaja para sacársela de la cabeza con la ayuda de Leni, Luan, Lucy, Lana y Lola. Estrellas invitadas: Stephen Guarino como Howard McBride, Ray Ford como Harold McBride, August Michael Peterson como Lily, Gavin Maddox Bergman como Liam Hunnicutt, Nolan Maddox como Rusty Spokes, Brian Thomas Smith como Mr. Bolhofner, Susie Castillo como la Directora Ramírez y Peter Diseth como el Dr. Forest Harlow |              | |                         |                                                                                 |                        |               |                      |
| 15 | 15           | «El Hogar es Donde Está el Héroe» «Home Is Where the Hero Is»                                                             | 15 de junio de 2023     | 30 de octubre de 2023 (México)3 de noviembre de 2023 (Resto de Latinoamérica)   | 3 de noviembre de 2023 | 113           | 0.16                 |
| Lincoln entrevista a Lynn Padre sobre sus acciones heroicas como parte de un concurso donde el ganador leerá el informe sobre el programa de Rip Hardcore. Él y Clyde ganan el concurso y son visitados por un imitador de Rip Hardcore ya que el verdadero no está disponible. Lynn Padre se convierte en Dad Hardcore para pasar el día con Lincoln y Clyde con resultados cómicos hasta que aparece Rip Hardcore. Mientras tanto, en el campo de golf Green Tee, Lori termina enfrentándose a Taylor Wedge de la Universidad Smacktauk durante el Campeonato Regional Great Acres y huye de regreso a Royal Woods. Después de contestar el teléfono de Lori donde Taylor está al otro lado, Lynn finge obtener una puntuación más alta en el campo de golf Green Tee para reavivar el fuego competitivo de Lori y poder vencer a Taylor. Rita encuentra un boleto de masaje gratuito en la lavandería que caducará pronto y tiene que dejar de lado sus planes cuando Leni no puede encontrar sus anteojos de sol. Estrellas invitadas: Lexi DiBenedetto como Lori Loud, Miles Burris como Rip Hardcore y Brittany Bardwell como Taylor Wedge |              | |                         |                                                                                 |                        |               |                      |
| 16 | 16           | «De Ortografía y Bromas» «Spelling and Doorbelling»                                                                       | 15 de junio de 2023     | 11 de noviembre de 2023 (México)5 de diciembre de 2023 (Resto de Latinoamérica) | 5 de diciembre de 2023 | 115           | 0.12                 |
| Lincoln y Clyde participan en una zanja de ding dong mientras planean hacerlo con el Sr. Grouse. Luan les cuenta sobre el momento en que trató de hacerle una broma al Sr. Grouse. Pronto descubren por qué Luan considera que el Sr. Grouse es difícil de bromear, ya que terminan en una guerra de bromas con él. Luan se ofrece a ayudarlos a vencer al Sr. Grouse en una guerra de bromas. Mientras tanto, Lisa planea unirse a un equipo de béisbol después de la escuela cuando Lynn la encuentra compitiendo en una versión de ortografía que implica escribir correctamente una palabra, supervisada por la señorita Allegra. Lynn se ofrece a ayudar a Lisa entrenando a su equipo de béisbol de ortografía con la ayuda de Lynn Padre. Estrellas invitadas: August Michael Peterson como Lily Loud y Peter Breitmayer como el Sr. Grouse |              | |                         |                                                                                 |                        |               |                      |
| 17 | 17           | «Los Dulces Sueños Están Hechos de Queso» «Sweet Dreams Are Made of Cheese»                                               | 22 de junio de 2023     | 4 de noviembre de 2023 (México)4 de diciembre de 2023 (Resto de Latinoamérica)  | 4 de diciembre de 2023 | 114           | 0.14                 |
| Un día en la Casa Loud comienza con Leni sosteniendo la puerta del refrigerador abierta, Lynn Padre no queriendo que Lily ande en patineta, Rita tratando de hacer que Lana y Lola coman brócoli, Lisa tratando de entrenar a su hámster Sr. Nibbles, Luan siendo incapaz de encontrar al Sr. Cocos, Luna cancelando la grabación de su jingle de pasta de dientes, y Lynn preparándose para un evento deportivo. Lincoln y Clyde son recibidos por Haiku, Boris y Dante, que se reúnen con Lucy para "mostrar y asustar". Boris cuenta la historia del queso elaborado con la leche de una vaca loca. La información está incompleta porque falta una página. Pensando que el queso les da superpoderes, Lincoln hace que Clyde lo hornee en una tarta de queso mientras lo dejan reposar durante 15 minutos hasta que se encuentra la página que falta y que revela que induce el sueño de los 100 años. Todos llegan a casa primero y se comen la tarta de queso. Con la ayuda del Club de los Fúnebres, Lincoln y Clyde deben entrar en las pesadillas de todos para despertarlos antes del anochecer. Estrellas invitadas: August Michael Peterson como Lily Loud, Joshua Gallup como Boris, Max Malas como Dante, Hannah Alltmont como Haiku y Jack McQuaid como el Sr. Cocos |              | |                         |                                                                                 |                        |               |                      |
| 18 | 18           | «En las Pijamadas Todo Se Vale» «All Fair in Love and Sleepovers»                                                         | 22 de junio de 2023     | 18 de noviembre de 2023 (México)6 de diciembre de 2023 (Resto de Latinoamérica) | 6 de diciembre de 2023 | 116           | 0.09                 |
| Lincoln y Clyde organizan una fiesta de pijamas con Liam, Rusty y Zach. Usando diferentes tecnologías, Lincoln lleva a Charlie a la fiesta de pijamas. Las parejas de Lincoln y Charlie en las diferentes actividades comienzan a hacer que Clyde se sienta lo suficientemente celoso como para reclutar a Lola para una audición para una nueva mejor amiga. Lori planea recrear su primera cita con Bobby mientras trabaja para evitar que se involucre en la fiesta de pijamas de Lincoln. Habiéndose enamorado de Luna, Liam la ayuda a escribir una canción country. Luan comienza a actuar dramáticamente mientras crea diferentes personajes mientras ayuda a Lori a recuperar a Bobby. Estrellas invitadas: Lexi DiBenedetto como Lori Loud, Bella Blanding como Charlie Uggo, Damian Alonso como Bobby Santiago, Mateo Castel como Zach Gurdle, Gavin Maddox Bergman como Liam Hunnicutt y Nolan Maddox como Rusty Spokes |              | |                         |                                                                                 |                        |               |                      |
| 19 | 19           | «Un Compañero para Amar» «Some Buddy to Love»                                                                             | 29 de junio de 2023     | 25 de noviembre de 2023 (México)7 de diciembre de 2023 (Resto de Latinoamérica) | 7 de diciembre de 2023 | 118           | 0.15                 |
| Lynn Padre y Rita se quedan dormidos y preparan a los niños para la escuela solo para enterarse por Clyde que llega que es sábado, ya que también se menciona que Leni llevó a Lily a visitar al abuelo. Para tener un día de relajación, Lynn Padre y Rita establecen el Día del Amigo, en el que los niños se emparejan a través de una máquina de lotería y deben aprender más unos de otros al final del día o, de lo contrario, serán castigados. Lucy está emparejada con Lisa, Lana está emparejada con Lola, Luna está emparejada con Luan y Lincoln está emparejado con Lynn. Mientras cada uno de los chicos se esfuerza por conocer mejor a los demás, Lynn Padre y Rita luchan por planear un evento que puedan realizar. |              | |                         |                                                                                 |                        |               |                      |
| 20 | 20           | «Los 'Looooud' Tienen Talento» «Little-ol-lady-whoooo Has Talent»                                                         | 29 de junio de 2023     | 2 de diciembre de 2023 (México)8 de diciembre de 2023 (Resto de Latinoamérica)  | 8 de diciembre de 2023 | 120           | 0.12                 |
| El 84.º Concurso Anual de Niños de Royal Woods Tiene Talento está ocurriendo mientras la familia Loud trabaja para vencer a la familia Torkelson que los ha vencido muchas veces. Howard y Harold McBride son los anfitriones de la competencia de talentos Royal Woods. Como la única persona que no tiene un talento digno, Lincoln recluta a Clyde para ayudarle a encontrar un talento sólo para terminar compitiendo con Clyde en Canto Tirolés hasta que compiten con Thor Torkelson. Cada una de las hermanas Loud lucha por perfeccionar sus actuaciones. Cuando llega la noche del evento, cada uno de los chicos Loud y Clyde luchan por salir victoriosos frente a sus oponentes. Estrellas invitadas: Lexi DiBenedetto como Lori Loud, Ray Ford como Harold McBride, Stephen Guarino como Howard McBride, August Michael Peterson como Lily Loud, Jim Garrity como Fred Torkelson |              | |                         |                                                                                 |                        |               |                      |

### Temporada 2 (2024)
| N.º en serie | N.º en temp. | Título | Estreno original         | Estreno en México Estreno en Latinoamérica                                                                                 | Estreno en España                                                     | Cód. de Prod. | Audiencia (millones) |
| --- | ------------ | --- | ------------------------ | --- | --------------------------------------------------------------------- | ------------- | -------------------- |
| 21 | 1            | «Un Musical para Recordar» «A Musical to Remember»                                                                          | 19 de febrero de 2024    | 13 de abril de 2024 (México)16 de septiembre de 2024 (Parte 1) 17 de septiembre de 2024 (Parte 2) (Resto de Latinoamérica) | 16 de septiembre de 2024 (Parte 1) 17 de septiembre de 2024 (Parte 2) | 201202        | 0.13                 |
| En este episodio musical, se acerca el último día del verano. Aparte de que a Lana y Lola les han crecido los dos dientes de arriba, Clyde vuelve de pasar 3 semanas en un campamento de francés mientras Lincoln planea pasar todo el verano en un solo día. Desgraciadamente, Lincoln se come sin saberlo algunas de las gominolas borra-memorias de Lisa que previamente le había dado al Sr. Mordisquitos. Llaman al Dr. Simmons, quien diagnostica amnesia a Lincoln y afirma que deben cantarle para refrescarle la memoria al atardecer o, de lo contrario, sus recuerdos desaparecerán para siempre. Mientras tanto, Lori no ha encontrado el momento adecuado para decirle a su familia que va a dejar la Universidad de Fairway y volver a casa, ya que cuestiona su decisión con Bobby. Estrellas invitadas: Lexi DiBenedetto como Lori, August Michael Peterson como Lily, Damian Alonso como Bobby, Brian George como el Dr. Simmons |              | |                          | |                                                                       |               |                      |
| 22 | 2            | «La Sorpresa de Tennessee: El Amor Está en el Aire» «The Tennessee Surprise: Love is in the Air»                            | 6 de marzo de 2024       | 20 de abril de 2024 (México)18 de septiembre de 2024 (Resto de Latinoamérica)                                              | 18 de septiembre de 2024                                              | 209           | —                    |
| Lincoln, Clyde, Charlie, el Sr. Bolhofner y un niño están en un globo aerostático desbocado. Hace un mes, Lincoln le dice a Clyde que se acerca el cumpleaños de Charlie y que deberían unirse al equipo de debate que tendrá lugar en Tennessee mientras convencen al Sr. Bolhofner para que les deje unirse. También rechaza algunas llamadas de Charlie para no estropearle la sorpresa. Cuando el torneo de debate se cancela, Lincoln persuade al Sr. Bolhofner para llevarlo a él y a Clyde a Tennessee para ver a Charlie donde Lincoln encuentra que Charlie debido a su debilidad con el amor. Al llegar a Tennessee después de algunos contratiempos, Lincoln encuentra a Charlie con un chico llamado Marcus que es su nuevo novio. Mientras tanto, Lynn Padre hace que el resto de las hermanas Loud reciban tareas basadas en Lily que no pueden ser cambiadas cuando se trata de atender a Lily para molestia de Rita que tiene un plazo para terminar un artículo. Estrellas invitadas: August Michael Peterson como Lily, Brian Thomas Smith como el Sr. Bolhofner, Bella Lorraine Blanding como Charlie Uggo, Tommy Snider como el Oficial Tryber |              | |                          | |                                                                       |               |                      |
| 23 | 3            | «El Último Loud Extra» «Last Friend Standing»                                                                               | 13 de marzo de 2024      | 27 de abril de 2024 (México)19 de septiembre de 2024 (Resto de Latinoamérica)                                              | 19 de septiembre de 2024                                              | 205           | 0.09                 |
| Ha pasado un mes desde que Lincoln se enteró de que Charlie había empezado a salir con Marcus. Lincoln ha estado deprimido en su habitación mientras Clyde intenta animarle. Después de que su equipo consiga una victoria, Lynn menciona que ha sido invitada a una fiesta de pijamas a pesar de que hace tiempo que no va a ninguna porque siempre hay alguien que acaba en el hospital. Como Lincoln no puede ayudar a Lynn, Luna, Luan, Lana, Lola y Lisa trabajan para idear un plan sin él. Aunque Lincoln recibe una idea para conseguir una nueva novia de una de las asistentes a la fiesta de pijamas de Clyde y se le ocurre un plan para que la fiesta de pijamas se celebre en la Casa Loud. Una vez que comienza la "Operación: Barrido Limpio", Lynn invita a su equipo formado por Amber D., Amber K., Katie, Tiffany y Zia para que se aseguren de que la fiesta de pijamas de Lynn transcurra sin problemas, lo que se complica cuando se produce un incidente que provoca una pelea de almohadas. Estrellas invitadas: August Michael Peterson como Lily Loud, Sanjana Rajagopalan como Zia |              | |                          | |                                                                       |               |                      |
| 24 | 4            | «Más Barato por Loud» «Louder by the Dozen»                                                                                 | 20 de marzo de 2024      | 1 de junio de 2024 (México)20 de septiembre de 2024 (Resto de Latinoamérica)                                               | 20 de septiembre de 2024                                              | 206           | 0.08                 |
| En los últimos meses, la Casa Loud se ha animado cuando Zia, la nueva amiga de Lynn, ha estado por allí. Toda la familia Loud ha disfrutado de su compañía, excepto Clyde. Clyde está celoso de que Zia haya ocupado su puesto de "duodécimo Loud". Cuando Lori vuelve a casa, se encuentra con Zia, que se ha conectado al chat del grupo de hermanas. Clyde afirma que Zia está ocupando su lugar en la Casa Loud ya que está demasiado deprimido para salir de la habitación de Lincoln. Como Clyde está devastado por los últimos dos días, Lincoln pide ayuda a Liam, Rusty y Zach tan sólo para que éstos se sientan atraídos por las amigas de Lori durante la fiesta en la piscina de la familia Loud haciendo que Clyde se retire a su casa. Estrellas invitadas: Lexi DiBenedetto como Lori Loud, August Michael Peterson como Lily Loud, Sanjana Rajagopalan como Zia, Gavin Maddox Bergman, Mateo Castel como Zach, Nolan Maddox como Rusty |              | |                          | |                                                                       |               |                      |
| 25 | 5            | «De los Amables Será el Reino» «Nice Guys Finish First»                                                                     | 3 de junio de 2024       | 8 de junio de 2024 (México)23 de septiembre de 2024 (Resto de Latinoamérica)                                               | 23 de septiembre de 2024                                              | 203           | 0.10                 |
| Lincoln se ha enamorado de Zia y Lynn no se siente cómoda con ello. Clyde le sugiere a Lincoln que le pregunte a Lynn si puede salir con Zia. Aunque Lynn no lo permite haciendo que Lincoln la desafíe a un concurso donde la victoria de Lincoln le permitirá invitar a salir a Zia y la victoria de Lynn haciendo que Lincoln no vuelva a hacerle la pregunta a Lynn. Mientras tanto, Rita sale de la ciudad en un viaje de chicas y Lynn Padre recibe instrucciones para que Lily aprenda a ir al baño, no dejar que Leni salga de la casa mientras esté castigada, asegurarse de que Lisa tenga su cita de juegos debido a que es antisocial, y evitar que Lana y Lola adopten un gato callejero que se metió en la casa y arañó una de las ropas de Rita. Como el entrenamiento de Lily para ir al baño es difícil debido a que está enganchada a la marca de pañales Poopy Panda, Lana y Lola intentan sobornar a Lynn Padre para que adopte al gato callejero a cambio de su ayuda, mientras que Leni intenta sobornar a Lynn Padre para que la deje sin castigo a cambio de ayudar a que Lisa no sea antisocial. Estrellas invitadas: August Michael Peterson como Lily, Sanjana Rajagopalan como Zia                                                                                                 |              | |                          | |                                                                       |               |                      |
| 26 | 6            | «Corte Familiar Loud: Las Llamas de la Justicia» «Loud Family Court: The Flames of Justice»                                 | 4 de junio de 2024       | 15 de junio de 2024 (México)24 de septiembre de 2024 (Resto de Latinoamérica)                                              | 24 de septiembre de 2024                                              | 210           | 0.08                 |
| Lincoln se levanta temprano por la mañana y acaba teniendo que apagar un incendio en la cocina. Como sus hermanas despiertas afirman que Lincoln inició el fuego, Lynn Padre utiliza sus habilidades de detector de mentiras para averiguar si Lincoln inició el fuego, ya que afirma que encontró la cocina en llamas y que él la apagó. Para resolver este problema, Lynn Padre y Rita ponen en marcha el Tribunal de la Familia Loud, mientras Clyde se convierte en el abogado de Lincoln. Lynn Padre actúa como juez, Rita actúa como alguacil después de que se le negara la oportunidad de ser juez, Leni actúa como fiscal después de ver Legally Blonde y Legally Blonde 2, Luna pone la música, Luan hace los comentarios del tribunal y Todd es el taquígrafo del tribunal. Si nadie es declarado culpable, todos son declarados culpables. La pena por quemar la cocina hará que el culpable esté castigado para siempre y tenga que limpiar la cocina con un cepillo de dientes diminuto. Clyde trabaja para demostrar la inocencia de Lincoln. |              | |                          | |                                                                       |               |                      |
| 27 | 7            | «Sal del Juego» «Get Out of Dodgeball»                                                                                      | 5 de junio de 2024       | 22 de junio de 2024 (México)25 de septiembre de 2024 (Resto de Latinoamérica)                                              | 25 de septiembre de 2024                                              | 204           | 0.05                 |
| Lincoln menciona cómo él y Clyde trabajaron para salir de la clase de gimnasia debido a los balones. Habían conseguido salir de gimnasia porque la entrenadora Keck se lesionó al caerle encima las tejas del gimnasio, lo que les hizo contrarrestar todos los movimientos de los matones. Clyde consiguió entradas para él y Lincoln para el Espectacular de Animales Salvajes de Rip Hardcore donde desobedecieron la norma de no llevar comida a la expedición provocando que un halcón atacara a un niño que se lesionó por la adicción de Lincoln y Clyde a los perritos de maíz. Como resultado, un nuevo Rip Hardcore es ahora el presentador de su programa, ya que se encuentran con el anterior Rip Hardcore (cuyo verdadero nombre es Stanley Bunch, ya que el estudio es el propietario del nombre Rip Hardcore) en el contenedor. Para compensar a Stanley, Lincoln le permite dormir en la Casa Loud. Cuando Stanley se vuelve demasiado asombroso para la familia Loud, Lincoln y Clyde pronto son entrenados por él para mejorar en la escuela media. Estrellas invitadas: Miles Burris como Rip Hardcore / Stanley Bunch, Stevie Baggs Jr. como Travis |              | |                          | |                                                                       |               |                      |
| 28 | 8            | «Louds Enamorados» «Louds in Love»                                                                                          | 10 de junio de 2024      | 29 de junio de 2024 (México)26 de septiembre de 2024 (Resto de Latinoamérica)                                              | 26 de septiembre de 2024                                              | 207           | 0.08                 |
| El día de San Valentín es en la Casa Loud. El amor está en el aire, pero Lynn Padre y Rita están deprimidos. Lana y Lola investigan por qué sus padres están deprimidos mientras reciben ayuda de Lucy donde una de las razones es la falta de dinero según Lisa y dos personas llamadas Pierre y Colette. Lincoln se prepara para su cita con Zia ya que está nervioso por estar a solas con ella. Clyde se prepara para su foto de San Valentín con sus padres y acaba ayudándole sobornando a una chica activista llamada Kiersten para que sea su cita en el último momento. Lori recibe de Bobby una escultura hecha con artículos del mercado debido a que no tiene dinero para comprarle un regalo de verdad. Luna trabaja en una canción para Sam mientras se pregunta si es lo suficientemente buena. Luan se interesa por Scottie, su compañero mimo, mientras trabaja en una próxima actuación escolar. Leni no tiene novio y da consejos a sus hermanos. Estrellas invitadas: Lexi DiBenedetto como Lori, Sanjana Rajagopalan como Zia, Damian Alonso como Bobby, Angelina Melodee Boris como Sam Sharp, Stephen Full como Phillipe, Merrick Hanna como Scotty, Sophie Knapp como Kiersten |              | |                          | |                                                                       |               |                      |
| 29 | 9            | «El Otro Hombre con Planes Mucho Mejores» «The Other Man With Better Plans»                                                 | 11 de junio de 2024      | 6 de julio de 2024 (México)27 de septiembre de 2024 (Resto de Latinoamérica)                                               | 27 de septiembre de 2024                                              | 208           | 0.09                 |
| Liconln, Clyde, Liam, Rusty y Zach están pasando un fin de semana de chicos mientras beben leche de Betsy, la vaca de Liam. Lynn está con Zia en una convención de fútbol a la que no pueden llevar sus teléfonos móviles. Como Zia no bloqueó su teléfono, Rusty tienta a Lincoln para que lea los mensajes de un hombre del centro comercial llamado Chad. Los amigos de Lincoln suponen que Zia está siendo robada por Chad, quien se hace llamar un hombre con mejores planes, lo que lleva a una serie de malentendidos. Mientras tanto, Luan hace otro intento con Scotty ya que no lo ha visto fuera de su traje de mimo causando que Lori y Leni encuentren donde vive Scotty y averigüen como luce fuera de su maquillaje de mimo. Estrellas invitadas: Lexi DiBenedetto como Lori Loud, Gavin Maddox Bergman como Liam, Mateo Castel como Zach, Nolan Maddox como Rusty, Stephen Full como Phillipe, Merrick Hanna como Scotty, Jackson Dollinger como Chad |              | |                          | |                                                                       |               |                      |
| 30 | 10           | «Los McCloud contra la Máquina» «McCloud vs. Machine»                                                                       | 12 de junio de 2024      | 7 de septiembre de 2024 (México)25 de noviembre de 2024 (Resto de Latinoamérica)                                           | 26 de noviembre de 2024                                               | 211           | —                    |
| Lincoln y Clyde están trabajando en el guion de su película "Guerra de Robots". Necesitan dinero para hacerla y salen a buscar trabajo. Una semana después, Lincoln y Clyde han conseguido trabajo en una sandwichería llamada Denunzio's Subs. Durante una de sus entregas, descubren que un robot llamado GoBox está haciendo las entregas a la gente de Denunzio's Subs. Su jefe, Kim, les dice que la inteligencia artificial es el futuro. El Sr. Kim les dice que si pueden superar a GoBox, conservarán sus puestos de trabajo. Mientras tanto, Luan envía mensajes de texto a la gente con sus chistes y ellos le siguen enviando respuestas LOL y toma represalias sermoneándoles. Mientras se pregunta por qué Rita ha estado rechazando sus masajes de pies, Lynn Padre hace que sus hijas sean honestas entre ellas, lo que sale terriblemente mal. Estrellas invitadas: Eddie Shin como Mr. Kim, Aly Sykes como Brenda |              | |                          | |                                                                       |               |                      |
| 31 | 11           | «El Blues de los Loud» «Loud Blues»                                                                                         | 17 de junio de 2024      | 14 de septiembre de 2024 (México)26 de noviembre de 2024 (Resto de Latinoamérica)                                          | 27 de noviembre de 2024                                               | 213           | —                    |
| Tras el trabajo de Lincoln y Clyde en una obra de Top Gun realizada por Howard y Harold McBride, Lily no encuentra su unicornio de peluche. Para mantenerla satisfecha, Lincoln le regala Bun-Bun, lo que impresiona a Zia. Aunque ha sido incapaz de dormir sin Bun-Bun mientras Rita intenta usar un Bun-Bun de reserva. Cuando eso falla, Clyde intenta ayudar a Lincoln a encontrar otro animal de peluche lo que no sale bien mientras intentan encontrar el unicornio de peluche. Mientras tanto, Luna encuentra una guitarra detrás de The Burnt Bean y trabaja para devolvérsela a su anciano propietario Buddy Purkens, que no quiere recuperarla. Al mismo tiempo, Luan obtiene su permiso de aprendiz ya que Lynn Padre quiere enseñarle para poder demostrarle a Rita que es el mejor instructor de manejo donde Lynn Padre había entrenado a Leni y Rita había entrenado a Lori y Luna mientras también se encuentran con Buddy Purkens. Estrellas invitadas: August Michael Peterson como Lily Loud, Sanjana Rajagopalan como Zia, Larry McCray como Buddy Purkens, Austin Boyce como Tina |              | |                          | |                                                                       |               |                      |
| 32 | 12           | «La Gran Aventura de las Hermanitas» «Little Sisters' Big Adventure»                                                        | 18 de junio de 2024      | 21 de septiembre de 2024 (México)27 de noviembre de 2024 (Resto de Latinoamérica)                                          | 28 de noviembre de 2024                                               | 212           | —                    |
| Lori, Leni, Luna y Luan van a comer al centro comercial Royal Woods. No quieren llevar a Lucy, Lana, Lola y Lisa, ya que es un viaje de hermanas mayores. Disgustadas por no poder ir con ellas a su noche de cine, Lucy, Lana, Lola y Lisa se esconden en Camionzilla cuando planean ver una película llamada El Ascenso del Río de Sangre: El Regreso de Mano de Garfio en el autocine Royal Woods. Al llegar, Lucy, Lana, Lola y Lisa participan en las actividades mientras se enfrentan a los hermanos Brody, Cody y Lump de Penta Chi y evitan al guardia de seguridad del autocine, Butch. Mientras tanto, Lynn Padre y Rita ven su noche de cita afectada por Lincoln y Clyde trabajando en una obra maestra para el Concurso BRICKCO de Royal Woods. Estrellas invitadas: Lexi DiBenedetto como Lori Loud, Charlie Hobert como Butch, Isaiah Nicholas Piece como Brody, Matthew Read como Cody, Matthew D. Torkilsen como Lump |              | |                          | |                                                                       |               |                      |
| 33 | 13           | «El Novio se Queda en la Película» «The Boyfriend Stays in the Picture»                                                     | 19 de junio de 2024      | 28 de septiembre de 2024 (México)28 de noviembre de 2024 (Resto de Latinoamérica)                                          | 29 de noviembre de 2024                                               | 214           | —                    |
| Lincoln y Clyde están trabajando en la escena final de su película Robot Wars 2 que se mostrará a un inversor llamado Prescott Moneygreen. Consiguen que Bobby participe en su película. Las cosas empeoran cuando Lori y Bobby tienen una discusión por los pantalones ajustados que ella le compró y que les llevó a romper. Con Lori prohibiendo a todo el mundo ver o hablar con Bobby, Lincoln y Clyde trabajan para encontrar la manera de que Lori y Bobby vuelvan a estar juntos y terminar Robot Wars 2 antes de la fecha límite que les ha dado Prescott Moneygreen. Mientras tanto, Lana y Lola intentan encontrar la manera de que Lynn padre les suba la hora de irse a la cama. Al mismo tiempo, Lynn Padre y Rita discuten porque Lori y Bobby han roto y Rita ha comprado demasiados plátanos. Estrellas invitadas: Lexi DiBenedetto como Lori Loud, Damian Alonso como Bobby, Zach Zagoria como Patrick, John O'Hurley como Prescott Moneygreen |              | |                          | |                                                                       |               |                      |
| 34 | 14           | «El hombre con el Plan B» «The Man with the Backup Plan»                                                                    | 18 de septiembre de 2024 | 12 de octubre de 2024 (México)29 de noviembre de 2024 (Resto de Latinoamérica)                                             | 30 de noviembre de 2024                                               | 215           | —                    |
| Lynn asiste a un evento en la escuela secundaria Royal Woods donde habla la jugadora de fútbol profesional Alexa Jordan. Ella afirma que 1 de cada 2.000.000 llegará a convertirse en jugador de fútbol y sugiere que todos los que no lo logren tengan un plan de respaldo. Conmovida por el discurso de Alexa, Lynn planea tener un plan de respaldo. A Lincoln se le ocurre la idea de ayudar a sus hermanas con un plan de respaldo en el que Lisa trabaja en un puesto inicial en Royal Woods Technology, Lynn trabaja como miembro de vigilancia vecinal, Luan trabaja como asistente de autobús y Luna trabaja como cantante de bodas. Esto le da a Clyde un problema cuando tiene una primera cita con una chica llamada Angie, lo que le hace seguir el consejo de Lana y Lola. Mientras Lisa tiene éxito, Lynn, Luna y Luan hacen su trabajo, lo que sale cómicamente mal mientras Clyde lucha por impresionar a Angie. Mientras tanto, Lynn Sr. se somete a un manejo del estrés emparejándose con Lucy después de verla calmada y pasa por diferentes etapas para mantener la calma, lo que termina haciendo que Rita haga todas las tareas del hogar. Estrellas invitadas: August Michael Peterson como Lily, Kara Royster como Alexa Jordan, Kylee Brown como Angie, Gabriel Burrafato como Greg |              | |                          | |                                                                       |               |                      |
| 35 | 15           | «La Odisea» «The Odyssey»                                                                                                   | 25 de septiembre de 2024 | 5 de octubre de 2024 (México)2 de diciembre de 2024 (Resto de Latinoamérica)                                               | 9 de diciembre de 2024                                                | 216           | —                    |
| Mientras Lynn Sr. y Rita se organizan para la competencia de ciencias de Lisa en esta precuela de "El hombre del plan de respaldo", Lincoln les dice que la familia de Clyde se mudará a Florida después de que Howard fuera ascendido por el director ejecutivo de Dynacorp, el Sr. Worthington, y se ocupara de la ciencia de Lisa. competencia fuera. Planean hacer todo antes de que la familia de Clyde se mude. Una de las cosas que Clyde quiere hacer es ir a Mac's y tomar un batido como lo hicieron cuando se hicieron amigos. Aunque hacen cosas de antemano, como ayudar a una anciana a mudarse y recuperar a su perro Rumsfield, que se escapó, encontrarse con su antiguo fuerte, entrar en conflicto con la pandilla de motociclistas Death on Wheels liderada por Buford y esconderse en Dynacorp. Aunque Clyde tiene una razón real para ir a Mac's que involucra a una chica llamada Angie que trabaja allí. Estrellas invitadas: Stephen Guarino como Howard McBride, Eric Allan Kramer como Buford, Kylee Brown como Angie, Ellen Karsten como anciana |              | |                          | |                                                                       |               |                      |
| 36 | 16           | «La historia de 3 fiestas» «A Tale of Three Parties»                                                                        | 2 de octubre de 2024     | 19 de octubre de 2024 (México)3 de diciembre de 2024 (Resto de Latinoamérica)                                              | 10 de diciembre de 2024                                               | 217           | —                    |
| Tres fiestas diferentes se llevan a cabo en la Casa Loud a la vez por decisión de Lynn Sr. y Rita cuando se les planteó el tema. Lincoln y Clyde organizan un juego de dulces en el que el ganador se lleva todo llamado "Candy Slam" con Liam, Rusty, Zach y algunas personas de su escuela. Lori, Leni y Bobby organizan una fiesta de máscaras con temática de Timothée Chalamet con sus padres y otras personas para conmemorar el estreno de su película Midnight Masquerade (en la que Chalamet y Sophie Etienne son los protagonistas), donde la última persona desenmascarada gana el concurso. Lucy y su Club de Funerarios organizan un Festival de la Luna de Sangre. Cuando el Club de Funerarios se siente atraído por el juego de dulces como Dante se convierte en el compañero propenso a los accidentes de Lincoln cuando Hudson Frickley se lesiona, Lucy teme que sus amigos se separen y comienza a apuntar a los amigos de Lincoln uno por uno. Estrellas invitadas: Lexi DiBenedetto como Lori Loud, Damian Alonso como Bobby, Nolan Maddox como Rusty Spokes, Mateo Castel como Zach Gurdle, Gavin Maddox Bergman como Liam Hunnicut, Anthony Joo como Hudson, Joshua Gallup como Boris, Max Malas como Dante, Hannah Alltmont como Haiku                                               |              | |                          | |                                                                       |               |                      |
| 37 | 17           | «Noche de juegos» «Game Night»                                                                                              | 9 de octubre de 2024     | 26 de octubre de 2024 (México)4 de diciembre de 2024 (Resto de Latinoamérica)                                              | 5 de diciembre de 2024                                                | 218           | —                    |
| 38 | 18           | «Historias épicas de caídas épicas: El demente con el plan» «Epic Tales of Epic Fails: The Madman with the Plan»            | 16 de octubre de 2024    | 2 de noviembre de 2024 (México)5 de diciembre de 2024 (Resto de Latinoamérica)                                             | 6 de diciembre de 2024                                                | 219           | —                    |
| 39 | 19           | «Gracias muy Loud: La disputa de la cocina y el rescate del Pavo» «A Really Loud Thanksgiving: The Gobble Squabble Debacle» | 26 de noviembre de 2024  | 6 de diciembre de 2024 (Resto de Latinoamérica)21 de diciembre de 2024 (México)                                            | 13 de diciembre de 2024                                               | 220           | —                    |

## Recepción
Stephanie Snyder de Common Sense Media dio a la serie tres estrellas de cinco, diciendo que "el programa de acción en vivo seguramente capturará los corazones de los jóvenes espectadores que ya amaban The Loud House al ver a los personajes cobrar vida".

### Audiencia
| Temporada | Episodios | Primera emisión        | Primera emisión      | Última emisión          | Última emisión       | Promedio de espectadores (millones) |
| Temporada | Episodios | Fecha                  | Audiencia (millones) | Fecha                   | Audiencia (millones) | Promedio de espectadores (millones) |
| --------- | --------- | ---------------------- | -------------------- | ----------------------- | -------------------- | ----------------------------------- |
| 1         | 20        | 3 de noviembre de 2022 | 0.22                 | 29 de junio de 2023     | 0.12                 | 0.17                                |
| 2         | 19        | 19 de febrero de 2024  | 0.13                 | 26 de noviembre de 2024 | —                    | 0.08                                |

### Premios y nominaciones
| Año  | Premio                                         | Categoría                                         | Nominados                       | Resultado | Referencia |
| ---- | ---------------------------------------------- | ------------------------------------------------- | ------------------------------- | --------- | ---------- |
| 2023 | Make-Up Artists and Hair Stylists Guild Awards | Programación Familia y Juvenil - Mejor Maquillaje | Sierra Barton, Alisha Baijounas | Nominado  | [ 33 ]     |
| 2023 | Kids' Choice Awards                            | Programa de TV para familiar favorito             | The Really Loud House           | Nominado  | [ 34 ]     |
| 2025 | Kids' Choice Awards                            | Programa de televisión infantil favorito          | The Really Loud House           | Nominado  | [ 35 ]     |